# Twilight (software)
Twilight was de naam van een Nederlandse serie van maandelijks uitgebrachte cd-roms en dvd's die een collectie illegale kopieën van populaire en vaak dure software bevatten. De bescherming die normaal gesproken op deze programma's rust, werd van tevoren verwijderd (zie warez). Omdat er veel verschillende programma's en applicaties op één cd stonden, werden deze klein gemaakt door middel van datacompressie. De cd-rom-serie Twilight liep van begin 1996 tot juni 2001. In 2003 werd een man aangeduid als B.G. (volledige naam onbekend) veroordeeld voor piraterij gerelateerd aan de Twilight-serie.

## Geschiedenis
Midden jaren negentig waren cd-romschrijvers nog vrij zeldzaam. Oorzaak hiervan was dat zij, net als normale cd-roms, nog vrij duur waren. Ook was het internet nog niet zover ontwikkeld dat grote bestanden al digitaal verstuurd konden worden. Het grote publiek maakte nog merendeels contact met internet via inbellen of ISDN. De toegang tot internet stond nog in de kinderschoenen. Het internet werd op dat moment vooral gebruikt voor de distributie van informatie en het bestellen van producten. Daarom werden spelletjes en applicaties op cd-roms verkocht.

## Organisatie
De organisatie achter de distributie van de Twilight-cd-roms bestond uit twee Nederlandse mannen die schuilgingen onder de initialen B.G. (alias 'De oorbel') en de inmiddels overleden M.S. (bijnaam 'Idi'). De organisatie zorgde niet alleen voor de distributie van de Twilight-cd-roms maar verspreidde ook de Crazybytes en Moviebox (films) cd-roms.

## Rechtszaak en veroordeling
In 2002 werd een onderzoek ingesteld naar de bron van Twilight, Crazybytes en Moviebox. De officiële schatting van de Nederlandse procureur-generaal stond op een totaal van 400.000 verkochte exemplaren. In 2003 werden B.G., M.S. en nog een derde persoon veroordeeld tot vijf jaar gevangenisstraf wegens ontvoering, mishandeling en afpersing van een voormalig lid van hun organisatie, die op eigen houtje had geprobeerd om illegale software te distribueren. In een andere rechtszaak datzelfde jaar werd B.G. veroordeeld voor piraterij en verstoring van de openbare orde. In 2007 werd hij uiteindelijk veroordeeld en besliste de rechter dat hij € 1,5 miljoen moest terugbetalen, 90% van zijn geschatte winst. Ook werden er drie studenten gearresteerd. Zij zouden het snelle netwerk van de universiteit hebben gebruikt om software te downloaden en deze daarna door te spelen naar de criminele organisatie.